# Neodryas
Neodryas é um género botânico pertencente à família das orquídeas (Orchidaceae).